# 혼합정체
혼합정체(混合政體)란, 군주제, 귀족제, 민주제가 혼합된 정치 체제이다.

## 고대 그리스
플라톤은 국가 (플라톤)에서 다섯가지의 정체를 주장했다.
- Tyranny : 참주정체, 1인의 독재자가 통치한다.
- Democracy : 민주정체
- Oligarchy : 과두정체, 소수의 귀족이 통치한다.
- Timocracy : 명예정체, 금권정치, 소수의 부자들이 통치한다.
- Aristocracy : 철인정체, 이상적인 통치체제

플라톤은 철인정체가 가장 이상적이며, 거기서 점차 나빠지면 차례로 명예정체, 과두정체, 민주정체, 참주정체 순서로 바뀌어 간다고 주장했다.

## 고대 로마
로마 공화정에서 집정관은 군주제의, 원로원은 귀족제의, 민회는 민주제의 계기를 담당하여 이 원리를 체현화했다.

## 영국
혼합정체론은 후에 영국에서 발전을 보았는데, 곧 존 코푸페파는 찰스 1세에 대한 19의 제언에 대한 회답 가운데 다음과 같이 말하고 있다.
| “ | 세상에는 3종의 정부, 즉 절대군주제, 귀족제, 민주제가 있고, 이것들은 특유의 편의와 불편을 갖고 있지만 경들의 선조의 경험과 예지는 이들 세 가지를 혼합한 이상적인 정체를 우리 왕국에 부여했다. | ” |

이후 혼합정체론은 해링턴의 권력분립론으로 계승되었다.

## 같이 보기
- 정체순환론
- 입헌주의
- 헌법 경제학
- 왕관을 쓴 공화국
- 국가 (플라톤)
- 정치학 (아리스토텔레스)
- 권력 분립